# Rose McGowan
Rose Jane McGowan (* 5. září 1973, Florencie, Itálie) je americká herečka, která proslula rolí Paige Matthewsové v seriálu Čarodějky. Rovněž se objevila v několika hollywoodských filmech včetně filmu Vřískot nebo Ďábelská hra.

## Čarodějky
V roce 2001 obsadila roli Paige Matthewsové, jednu ze tří sester v seriálu Čarodějky. Nahradila tak Shannen Doherty, která už dále na seriálu nechtěla pokračovat. Čarodějky v USA skončily 178. dílem v květnu 2006.

## Filmografie

### Film
| Rok  | Název                         | Role                 | Poznámky                       |
| ---- | ----------------------------- | -------------------- | ------------------------------ |
| 1990 | Exterminátor                  | dívka před kanceláří | nekreditovaná role             |
| 1992 | California Man                | Nora                 |                                |
| 1995 | Zkurvená generace             | Amy Blue             |                                |
| 1996 | Bio-Dome                      | Denise               |                                |
| 1996 | Kiss & Tell                   | Jasmine Hoyle        |                                |
| 1996 | Vřískot                       | Tatum Riley          |                                |
| 1997 | Vem mě s sebou                | Gale Ann Thayer      |                                |
| 1997 | Seed                          | Miriam               | krátkometrážní film            |
| 1997 | Zkurvená nuda                 | dívka č. 3           |                                |
| 1997 | Lewis and Clark a George      | George               |                                |
| 1998 | Southie                       | Kathy Quinn          |                                |
| 1998 | Přízraky                      | Lisa Pailey          |                                |
| 1998 | Devil in the Flesh            | Debbie Strand        |                                |
| 1999 | Ďábelská hra                  | Courtney Shayne      |                                |
| 1999 | Sleeping Beauties             | Sno Blo              | krátkometrážní film            |
| 2000 | Hromy a blesky                | Sasha                |                                |
| 2000 | The Last Stop                 | Nancy                |                                |
| 2001 | Podivuhodná srdce             | Moira Kennedy        |                                |
| 2001 | Opoparchant                   | Miss Kitty           |                                |
| 2002 | Jak ukrást Bess               | Debbie Dinsdale      |                                |
| 2002 | Roads to Riches               | Moira Kennedy        |                                |
| 2006 | Černá Dahlia                  | Sheryl Saddon        |                                |
| 2007 | Grindhouse: Planeta Teror     | Cherry Darling       |                                |
| 2007 | Grindhouse: Auto zabiják      | Pam                  |                                |
| 2008 | Štvanec IRA                   | Grace Sterrin        |                                |
| 2010 | Machete                       | Boots McCoy          | vymazaná scéna                 |
| 2010 | Probuď se                     | Charlie Scheel       |                                |
| 2011 | Barbar Conan                  | Marique              |                                |
| 2011 | Rosewood Lane                 | Sonny Blake          |                                |
| 2014 | Dawn                          | —                    | režisérka, krátkometrážní film |
| 2015 | The Weight of Blood and Bones | Madeline             | krátkometrážní film            |
| 2016 | The Tell-Tale Heart           | Ariel                |                                |
| 2016 | The Caged Pillows             | Monday (hlas)        | krátkometrážní film            |
| 2016 | Heresy                        | Heresy               | krátkometrážní film            |
| 2017 | The Sound                     | Kelly Johansen       |                                |
| 2018 | Indecision IV                 | tančící žena         | krátkometrážní film            |

### Televize
| Rok       | Název                                     | Role                      | Poznámky                     |
| --------- | ----------------------------------------- | ------------------------- | ---------------------------- |
| 1990      | True Colors                               | Suzanne                   | díl: Life with Fathers       |
| 2001      | What About Joan?                          | Maeve McCrimmen           | díl: Maeve                   |
| 2001      | Mrtvá zóna                                | Linda Borus               | TV film                      |
| 2001–2006 | Čarodějky                                 | Paige Matthews            | hlavní role, 112 dílů        |
| 2003      | Intimate Portrait                         | Samu sebe                 | dokumentární seriál, 2 díly  |
| 2005      | Elvisovy začátky                          | Ann-Margret               | minisérie                    |
| 2008      | The Essentials                            | Moderátorka               | 1 řada                       |
| 2008      | Dogs 101                                  | Samu sebe                 | 1 díl                        |
| 2009      | Plastická chirurgie s. r. o.              | Dr. Theodora "Teddy" Rowe | 5 dílů                       |
| 2010      | Women in Chains                           | Petra                     | 1 díl                        |
| 2011      | Zákon a pořádek: Útvar pro zvláštní oběti | Cassandra Davina          | díl: Bombshell               |
| 2011      | Pastorova žena                            | Mary Winkler              | TV film                      |
| 2012      | RuPaul's Drag Race                        | Samu sebe                 | díl: The Fabulous Bitch Ball |
| 2013–2014 | Bylo, nebylo                              | mladá Cora Mills          | 2 díly                       |
| 2014      | Chosen                                    | Josie Acosta              | hlavní role                  |
| 2016      | Dokonalý Spiderman                        | Medůza (hlas)             | díl: Agent Web               |
| 2018      | Občanka Rose                              | Samu sebe                 | dokumentární seriál          |
| 2018      | This Changes Everything                   | Samu sebe                 | dokumentární seriál          |
| 2019      | Chopped                                   | Samu sebe                 | díl: Horror Flick Halloween  |
| 2020      | Question Time                             | Samu sebe                 | 1 díl                        |

### Videohry
| Rok  | Název                          | Role         | Poznámky |
| ---- | ------------------------------ | ------------ | -------- |
| 2005 | Darkwatch                      | Tala         |          |
| 2009 | Terminator Salvation           | Angie Salter |          |
| 2015 | Call of Duty: Advanced Warfare | Lilith       |          |

### Internet
| Rok  | Název           | Role                      | Poznámky |
| ---- | --------------- | ------------------------- | -------- |
| 2013 | Doctor Lollipop | Dr. Coco, Red Riding Hood |          |

### Hudební videa
| Rok  | Název skladby     | Role               | Umělec         |
| ---- | ----------------- | ------------------ | -------------- |
| 1999 | "Yoo Hoo"         | Courtney Shayne    | Imperial Teen  |
| 1999 | "Coma White"      | Jacqueline Kennedy | Marilyn Manson |
| 2012 | "Glamazon"        | Samu sebe          | RuPaul         |
| 2014 | "Break the Rules" | Chaperone          | Charli XCX     |
| 2015 | "RM486"           | Samu sebe          | Rose McGowan   |
| 2017 | "Fire in Cairo"   | Samu sebe          | Luna           |